# Марибел (Висконсин)
Марибел (енгл. Maribel) град је у америчкој савезној држави Висконсин.

## Демографија
По попису из 2010. године број становника је 351, што је 87 (33,0%) становника више него 2000. године.
| Група             | 2000.       | 2010.       |
| Белци             | 254 (96,2%) | 347 (98,9%) |
| Афроамериканци    | 0 (0,0%)    | 0 (0,0%)    |
| Азијати           | 0 (0,0%)    | 0 (0,0%)    |
| Хиспаноамериканци | 1 (0,4%)    | 1 (0,3%)    |
| Укупно            | 264         | 351         |